# Johan Örn (fältskär)
Johan Örn, född i Stockholm, död 1770, var en svensk fältskär, ledamot av kirurgiska societeten , samt provinsialkirurg i Stockholms län 1765—1768.
Efter avslutade studier vid trivialskolan blev han fältskärslärling och genomgick kirurgiska studier hos överdirektören Salomon Schützer i Stockholm. För att kunna lägga sin hand på anatomiska dissektioner och bivista Hospitalet reste han till Berlin 1753. Han återkom till Stockholm 1754 och avlade då de vanliga mästarproven för att bli mästerfältskär. Han valdes in som ledamot av Kirurgiska societeten där han fick säte och stämma 24 maj 1754. Han var därefter verksam som fältskär i Stockholm fram till september 1756 innan han flyttade till Vimmerby. Från Vimmerby flyttade han 1762 till Västervik där han var stadsfältskär fram till 1765 innan han återflyttade till Stockholm. Örn erhöll fullmakt som provinsialkirurg för Stockholms län 18 november 1765 från vilken tjänst han tog avsked 1768.